# Закон о фуа-гра в Калифорнии
Закон о фуа-гра в Калифорнии или Законопроект Сената 1520 (SB1520) это устав штата Калифорния, запрещающий «принудительно кормить птиц с целью увеличения их печени до ненормальных размеров». Этот законопроект запретил традиционный способ получения фуа-гра в Калифорнии. 
Закон был принят в 2004 году и вступил в силу с 1 июля 2012 года. 
7 января 2015 окружной судья США Стивен В. Уилсон постановил, что часть закона Калифорнии, запрещающий продажу фуа-гра в пределах штата (Калифорнийский кодекс охраны труда и техники безопасности § 25982), была признана недействительной федеральным законом об инспекции продуктов птицеводства, а Генеральному прокурору Калифорнии было запрещено выполнять этот закон. 
Это решение было отменено в апелляционной жалобе 15 сентября 2017, но впоследствии сохранено 17 декабря 2017, чтобы позволить истцам подать ходатайство в Верховный суд США. 
Ходатайство в вышестоящий суд было подано 9 марта 2018 и отклонено 7 января 2019, оставив в силе решение нижестоящего суда.

## Принятие
SB1520 был представлен в сенате Калифорнии 19 февраля 2004 года временным председателем сената Джоном Бертоном по просьбе коалиции организаций защиты животных, в состав которой входили «Viva! США», «Фермерский приют», «Адвокаты Лос-Анджелеса за животных» и «Ассоциация ветеринаров за права животных».
Джон Бертон заявил: «Мы не должны совать трубку в горло утки и насильно кормить её ради получения фуа-гра» и что производство фуа-гра является «негуманным процессом, который другие страны благоразумно запретили. Мне приятно, что Калифорния станет следующей в этом списке».
Законодательный орган принял законопроект, и губернатор Арнольд Шварценеггер признал закон действительным 29 сентября 2004.
Закон содержал положение о том, что он вступит в силу почти через восемь лет после принятия, чтобы предоставить достаточно времени для разработки технологий, благодаря которым фуа-гра будут производить без насильственной откормки птиц. На момент вступления в силу закона, таких технологий, которые могли бы считаться коммерчески жизнеспособными, разработано не было.
В течение месяцев после вступления в силу закона некоторые калифорнийские рестораны подавали блюда, среди ингредиентов которых было и фуа-гра в разном виде, привлекая клиентов, которые ели фуа-гра до вступления в силу запрета.

## Судебные иски, направленные на отмену закона
2 июля 2012 в окружном суде США в Лос-Анджелесе был подан иск который должен был отменить закон о фуа-гра в Калифорнии из-за того, что он является неконституционно расплывчастый. Истцы — два производителя фуа-гра и група ресторанов группа южной Калифорнии, которые подавали фуа-гра до вступления в силу запрета. 18 июля 2012 судья окружного суда США Стивен В. Уилсон отказал в просьбе истцов о временном судебном запрете, который бы немедленно приостановил запрет фуа-гра. 19 сентября 2012 года судья Уилсон отказал в просьбе истцов о предварительном судебном запрете исполнения закона.
Пять организаций по защите животных («Предложенные ответчики-правонарушители») (Фермерский приют, Фонд правовой защиты животных, Гуманное Общество Марина, Гуманное общество Соединенных Штатов и Ветеринарная медицинская ассоциация гуманного общества), которые были спонсорами обжалуемого закона, имели ходатайство о принятии их как интервентов-ответчиков по делу. Судья Стивен В. Уилсон опроверг их ходатайства. 7 сентября 2012 Предложенные интервенты-ответчики (Заявители) подали апелляционную жалобу в Апелляционный суд Девятого округа. Заявители оспаривают постановление судьи Уилсона, которое исключило их из дела.
Устные аргументы для отказа Окружного суда о предварительном распоряжение истцов были заслушаны 8 мая 2013 перед Апелляционным судом США по Девятому округу в Пасадине. В августе 2013 года суд в своем решении 3-0 поддержал отказ от предыдущего прекращения, установив, что закон, вероятно, не затрагивает ни пункт о надлежащей правовой процедуре, ни пункт о регулировании торговли Конституции США, как утверждали истцы. В январе 2014 года Девятый окружной апелляционный суд отклонил просьбу сторонников фуа-гра пересмотреть их обжалования закона.
7 января 2015 окружной судья США Стивен В. Уилсон скрыл, что часть закона Калифорнии о запрете продажи фуа-гра в пределах штата (Калифорнийский кодекс охраны труда и техники безопасности, § 25982) была выдвинута Федеральным законом об инспекции продуктов птицеводства (PPIA), и запретил Генеральному прокурору Калифорнии выполнять этот законопроект. Решение судьи Уилсона было обжаловано Девятым округом. Генеральный прокурор Калифорнии Камала Гаррис утверждала, что PPIA регулирует ингредиенты продуктов птицеводства, но способ, которым кормят живых птиц, не является ингредиентом, и поэтому PPIA не предусматривает закон о фуа-гра в Калифорнии. 7 декабря 2016 Апелляционный суд Соединенных Штатов Девятого округа предоставил устные аргументы этой апелляции в Пасадене. Коллегия трех судей, слушавших эти аргументы, состояла из американских окружных судей Гарри Преджерсона, Жаклин Нгуен и Джона Оуэнса. 15 сентября 2017 коллегия трех судей единогласно [7] отменила решение районного судьи США Стивена В. Вильсона от 7 января 2015, постановив, что закон о фуа-гра в Калифорнии является недействительным в соответствии с федеральным законом инспекции продуктов птицеводства.
Оппоненты обжаловали решение третьего судьи Девятого округа (для повторного рассмотрения дела),, но Девятый округ не принял это обжалование. Затем оппоненты обжаловали решение Верховного суда США. Запрет фуа-гра не вступит в силу, пока не будет завершен апелляционный процесс и не будет выдана доверенность. 8 января 2019 Верховный Суд отказался пересмотреть иск, позволив запрету вступить в силу.

## Сопротивление закону
После того, как закон вступил в силу 1 июля 2012, некоторые рестораны продолжали подавать фуа-гра, утверждая, что это подарок посетителям, а не продажа фуа-гра.